# 파일럿 (프로게이머)
파일럿(본명: 나우형, 1995년 12월 4일 ~ )은 대한민국의 리그 오브 레전드 프로게이머로 아이디는 Pilot이다. 포지션은 AD 캐리이며 현재 터키 챔피언십 리그의 5 로닌 소속이다.

## 선수 생활
2013년 에일리언웨어 아레나에 입단하면서 프로 커리어를 시작했다.
2014년 5월, 진에어 그린윙스 펠컨스에 입단했다. 서머 시즌에 데뷔를 하였지만 16강에서 탈락했다.
2015시즌에서는 진에어의 통합팀에 합류했다. 스프링 시즌 좋은 모습을 보여주었다. 서머 시즌 중인 2015년 7월 23일에 치러진 롱주 IM과의 경기에서는 펜타킬을 기록하기도 했다.
2016 스프링 시즌에서는 초반 좋지 못한 모습을 보여주었으나 이후 폼이 오른 모습을 보여주었다. 하지만 서머 시즌에서는 좋지 못한 폼을 보여주었다.
2017시즌을 앞두고 유럽 2부리그 팀인 PSG e스포츠에 입단했다. 스프링 시즌 좋은 모습을 보여주었지만 승격에는 실패했다.
2017년 5월, DS 게이밍에 입단했다. 서머 시즌 주전으로 활동했다.
2018시즌을 앞두고 MVP에 입단했다. 스프링 시즌 팀의 주전으로 활동하면서 좋은 모습을 보여주었다. 서머 시즌 부진한 팀에서 분전하는 모습을 보여주었지만 팀의 강등을 막지는 못했다.
2019시즌을 앞두고 터키의 로열 유스에 입단했다. 서머 시즌 팀의 리그 우승에 기여하였다. 리그 오브 레전드 월드 챔피언십 2019에 출전했다.
2020시즌을 앞두고 OZ 게이밍에 입단했다. 파일럿은 팀의 에이스로 활동했다.
2021시즌을 앞두고 터키의 5 로닌에 입단했다. 2021년 2월, 팀에서 퇴단했다.

## 소속팀
| # | 팀명                   | 소속 기간             | 소속 리그 | 비고 |
| - | ---------------------- | --------------------- | --------- | ---- |
| 1 | 에일리언웨어 아레나    | 2013                  | LCK       |      |
| 2 | 진에어 그린윙스 펠컨스 | 2014.05.22~2016.11.29 | LCK       |      |
| 3 | PSG e스포츠            | 2016.12.14~2017.04.27 | EUCS      |      |
| 4 | DS 게이밍              | 2017.05.24~2017.11.21 | LSPL      |      |
| 5 | MVP                    | 2018.01.05~2018.11.05 | LCK       |      |
| 6 | 로열 유스              | 2018.11.26~2019.11.27 | TCL       |      |
| 7 | OZ 게이밍              | 2019.12.08~2020.11.23 | CK        |      |
| 8 | 5 로닌                 | 2020.12.04~2021.02.11 | TCL       |      |

## 수상 내역
- 리그 오브 레전드 챌린저스 코리아 서머 2015 리그 2 우승
- 터키 챔피언십 리그 서머 2019 우승